# Howard Ashman
Howard Elliott Ashman (17 de mayo de 1950 - 14 de marzo de 1991) fue un dramaturgo y letrista estadounidense. Ashman estudió en la universidad de Boston y en el Goddard College (pasando por el Teatro de Verano de la Universidad de Tufts) y después obtuvo una maestría en la universidad de Indiana en 1974. Colaboró con Alan Menken en varias películas, sobre todo de animación de Disney, en las que Ashman escribía la letra y Menken componía la música.

## Vida y carrera
Ashman nació en Baltimore, Maryland, y era el hijo de Shirley Thelma y Raymond Albert Ashman, un fabricante de helados de cucurucho. Tras graduarse de Indiana en 1967, pasó dos años como voluntario de paz en Burkina Faso, una experiencia que influyó en su trabajo posterior. A su regreso, se convirtió en director artístico del WPA Theater de Nueva York. Sus dos primeras obras, Cause Maggie's Afraid of the Dark y Dreamstuff encontraron críticas mezcladas. En 1977 produjo en el Princetown's McCarter Theater su obra The Confirmation, protagonizada por Herschel Bernardi. Trabajó por primera vez con Alan Menken en un musical de 1974 adaptado a partir de God Bless You, Mr. Rosewater de Kurt Vonnegut. También colaboraron en la comedia musical La pequeña tienda de los horrores, en la que Ashman fue director, letrista y libretista, y ganó el premio Drama Desk Award a la mejor letra. En 1986, Ashman fue director, letrista y autor del musical de Broadway de 1986 Smile, con música de Marvin Hamlisch. En 1986, además, Ashman escribió el guion de la adaptación cinematográfica de su musical La tienda de los horrores, y además escribió la letra de dos canciones nuevas para la película, Some Fun Now y Mean Green Mother From Outer Space, la última de las cuales consiguió una nominación al Óscar a la mejor canción original.
En 1986, Ashman fue contratado para escribir la letra de una canción en la película de Disney Oliver y su pandilla. Mientras estaba allí, le hablaron de otro proyecto en el que llevaban trabajando un par de años. La película era La sirenita, el primer cuento de hadas de Disney en 20 años. Ashman y Alan Menken escribieron todas las canciones de la película. Así, Ashman se convirtió en un motor de la compañía Disney. Acudió a reuniones de historias y dijo que los estilos de la animación y el musical estaban hechos el uno para el otro y que por eso Disney necesitaba seguir haciendo películas musicales. También tomó decisiones importantes contratando actores con amplia trayectoria en el teatro musical y la interpretación. La sirenita se estrenó en noviembre de 1989 y fue un éxito absoluto. Ashman y Menken recibieron dos nominaciones a los Globos de Oro y tres a los Oscars, incluyendo dos por Kiss the Girl y Under the Sea, ganando el Óscar por la segunda. Ashman y Menken trabajaron juntos de nuevo en el siguiente proyecto de Disney, La bella y bestia. Al mismo tiempo, empezaron a escribir canciones para un proyecto que Ashman había adelantado, Aladdin.
Junto a Menken, Ashman ganó dos Grammy, dos Globos de oro y dos Óscars. 

## Enfermedad y muerte
En la noche de los Óscars, Ashman le dijo a Menken que debía hablar con él de algo importante cuando regresaran a Nueva York, donde le reveló que era seropositivo. Le habían diagnosticado en 1988. Mientras hacían La bella y la bestia, los animadores de Disney recibieron la orden de trabajar con Ashman y Menken en Nueva York, pero nadie les explicó por qué les llevaban allí. Muchos de los animadores pensaron que era sólo porque él era un hombre influyente, pero después todos vieron claro que estaba seriamente enfermo. Él fue debilitándose, pero siguió siendo productivo y escribiendo canciones. El 10 de marzo de 1991, los animadores de Disney fueron a la primera proyección de La bella y la bestia y fue un enorme éxito. Después, visitaron a Ashman en el hospital. Pesaba 36 kg, había perdido la vista y apenas podía hablar. Su madre mostró a los animadores que él llevaba una camiseta de La bella y la bestia. Los animadores le contaron que la prensa había recibido la película increíblemente bien y le describieron al detalle cómo había ido. Él asintió apreciando la noticia. Mientras todos se despedían, el productor Don Hahn se inclinó junto a Howard y le dijo "La bella y la bestia va a ser un gran éxito. ¿Quién lo habría imaginado?", a lo que Ashman respondió "Yo lo habría hecho". Cuatro días más tarde, el 14 de marzo, Ashman murió por complicaciones del SIDA a los 40 años en Nueva York. La bella y la bestia está dedicada a él en los títulos: «A nuestro amigo Howard, que le dio a una sirena su voz a una bestia su alma, siempre estaremos agradecidos. Howard Ashman 1950-1991.»
A Ashman le sobrevivieron su pareja Bill Lauch, su hermana Sarah Ashman-Gillespie y su madre Shirley Gershman.

La bella y la bestia se estrenó en noviembre de 1991, ocho meses tras la muerte de Ashman, y fue un gran éxito, tanto de crítica como de taquilla. Recibió cuatro nominaciones a los Globos de Oro de los que ganó tres (incluyendo mejor película musical o de comedia, siendo la primera película de animación que lo logró) y consiguió seis nominaciones a los Óscars (incluida mejor película). Ashman fue nominado de forma póstuma a dos Globos de Oro (por las canciones Beauty and the Beast y Be Our Guest) y a tres Óscars (por Beauty and the Beast, Be Our Guest y Belle). Beauty and the Beast ganó el Globo de Oro y el Óscar. Aceptó el premio en su nombre su pareja, Bill Lauch.
Ashman y Menken también habían escrito once canciones para Aladdin. Tenían una idea para una canción sobre un viaje en alfombra mágica, pero Ashman murió antes de poder escribirla. De esta forma, Menken escribió algunas canciones nuevas junto a Tim Rice. En la película final, sólo se conservaron de Ashman las canciones Arabian Nights, Friend Like Me y Prince Ali. Aladdin también fue un gran éxito de crítica y taquilla. Ashman fue de nuevo nominado póstumamente a dos Globos de Oro (por Friend Like Me y Prince Ali) y a un Óscar (por Friend Like Me). Rice dedicó su Óscar a su memoria cuando ganó el premio por A Whole New World el 29 de marzo de 1993.
Ashman fue nombrado póstumamente una Leyenda Disney en 2001. En la edición especial de 2001 en DVD de La bella y la bestia, los animadores de Disney se reunieron de nuevo y añadieron una canción nueva titulada Human Again que Ashman y Menken habían escrito para la película pero que no se había incluido en la versión final. En el disco 2, se incluyó un breve documental titulado Howard Ashman: In Memoriam en el que hablan varias personas que trabajaron en La bella y la bestia y que hablaron de la involucración de Howard y de cómo su muerte fue una auténtica pérdida para ellos.
El 11 de noviembre de 2008, PS Classics publicó un álbum con Ashman cantando sus propias canciones titulado Howard Sing Ashman como parte de la "Songwriter Series de la Biblioteca del Congreso.
El documental de 2010 Waking Sleeping Beauty acerca del renacimiento de la animación de Disney está dedicada a él junto a Frank Wells, Joe Ranft y Roy E. Disney.

## Trabajos más conocidos
- The Confirmation (1977) (escritor)
- God Bless You, Mr. Rosewater (1979) (letrista, libretista y director)
- Little Shop of Horrors (1982) (letrista, libretista y director)
- Smile (1986) (letrista, libretista y director)
- Little Shop of Horrors (1986) (letrista y guionista)
- Oliver & Company (1988) (letrista de Once Upon A Time In New York City)
- La sirenita (1989) (letrista, coproductor y guionista de diálogos adicionales)
- Cartoon All-Stars to the Rescue (1990) (letrista de Wonderful Way To Say No)
- La bella y la bestia (1991) (letrista y productor ejecutivo)
- Aladdin (1992) (letrista de Arabian Nights, Friend Like Me y Prince Ali)
- La bella y la bestia (2017) letrista
- Aladdin (2019) letrista
- La sirenita (2023) letrista

## Premios y nominaciones
Premios Óscar
| Año  | Categoría              | Canción                              | Película                          | Resultado |
| ---- | ---------------------- | ------------------------------------ | --------------------------------- | --------- |
| 1987 | Mejor canción original | «Mean Green Mother from Outer Space» | La pequeña tienda de los horrores | Nominado  |
| 1987 | Mejor canción original | «Mean Green Mother from Outer Space» | La pequeña tienda de los horrores | Nominado  |
| 1990 | Mejor canción original | «Under the Sea»                      | La sirenita                       | Ganador   |
| 1990 | Mejor canción original | «Kiss the Girl»                      | La sirenita                       | Nominado  |
| 1992 | Mejor canción original | «Beauty and the Beast»               | La bella y la bestia              | Ganador   |
| 1992 | Mejor canción original | «Be Our Guest»                       | La bella y la bestia              | Nominado  |
| 1992 | Mejor canción original | «Belle»                              | La bella y la bestia              | Nominado  |
| 1993 | Mejor canción original | «Friend Like Me»                     | Aladdín                           | Nominado  |